# تلویزیون دریم‌ورکس انیمیشن
تلویزیون دریم‌ورکس انیمیشن (به انگلیسی: DreamWorks Animation Television؛ یا به‌طور مخفف DWATV) یک استودیوی انیمیشن آمریکایی است که به عنوان بخش تولید برنامه‌های تلویزیونی دریم‌ورکس انیمیشن فعالیت می‌کند. این نهاد در سال ۱۹۹۶ تأسیس شد و نام آن تلویزیون انیمیشن دریم‌ورکس (به انگلیسی: DreamWorks Television Animation) بود. اولین برنامه‌های آن از دهه ۱۹۹۰ و اوایل سال ۲۰۰۰ پخش می‌شدند که همگی توسط تلویزیون دریم‌ورکس تهیه می‌شد. در کل، این بخش تاکنون ۴۲ برنامه را منتشر کرده است که پنج برنامهٔ دیگر هنوز در دست توسعه است.

## تاریخچه
این شرکت برای اولین بار در سال ۱۹۹۶ به عنوان بخش انیمیشن تلویزیون دریم‌ورکس تشکیل شد. ریاست این بخش تلویزیونی را جفری کاتزنبرگ و استیون اسپیلبرگ بر عهده داشتند و مدیرعامل‌های آن گری کریسل و دیوید سایمون بودند. این شبکه فقط دو سریال تولید کرد که عبارت است از تهاجم آمریکا و تونسیلوانیا. سرانجام در پی یک ادغام در سال ۱۹۹۹، تلویزیون انیمیشن دریم‌ورکس تعطیل شد و همچنین با بخش انیمیشن دریم‌ورکس ادغام شد. بیش از دو سوم از ۵۰ کارمند بخش تلویزیون به واحد فیلم دریم‌ورکس منتقل شدند.
در سال ۲۰۱۳، دریم‌ورکس انیمیشن برای تهیه ۳۰۰ ساعت محتوایی با فیلم‌های انحصاری‌اش، با نتفلیکس وارد یک قرارداد چند ساله شد. هدف این معامله ایجاد درآمدی مطمئن برای استودیو بود تا بتواند ریسک مالی صرفاً اتکا به بازار فیلم‌های سینمایی را از بین ببرد.
در اواخر سال ۲۰۱۴، دریم‌ورکس انیمیشن شبکهٔ تلویزیونی خود را با نام کانال دریم‌ورکس راه اندازی کرد. سرانجام دریم ورکس با اچ‌بی‌او آسیا معامله‌ای را انجام داد تا از طریق آن فروش، بازاریابی و خدمات فنی را انجام دهد. این شبکه در نیمهٔ دوم سال ۲۰۱۵ در چندین کشور آسیایی (به استثنای چین و ژاپن) راه‌اندازی شد. این کانال برای اولین بار در ۱ اوت ۲۰۱۵ به زبان انگلیسی و یک کانال با دوبلهٔ تایلندی در سپتامبر ۲۰۱۵ راه اندازی شد. در سال ۲۰۱۶، تلویزیون دریم‌ورکس انیمیشن و شرکت مادرش توسط کامکست و از طریق ان‌بی‌سی یونیورسال خریداری شد.

## مجموعه‌های تلویزیونی
| عنوان                                 | تاریخ شروع                                                 | تاریخ پایان    |
| ------------------------------------- | ---------------------------------------------------------- | -------------- |
| تونسیلوانیا                           | ۷ فوریه ۱۹۹۸                                               | ۱۸ ژانویه ۱۹۹۹ |
| تهاجم آمریکا                          | ۸ ژوئن ۱۹۹۸                                                | ۷ ژوئیه ۱۹۹۸   |
| پدر غرور                              | ۳۱ اوت ۲۰۰۴                                                | ۲۷ مه ۲۰۰۵     |
| پنگوئن‌های ماداگاسکار                  | ۲۹ نوامبر ۲۰۰۸                                             | ۱۹ دسامبر ۲۰۱۵ |
| همسایگانی از جهنم                     | ۷ ژوئن ۲۰۱۰                                                | ۲۶ ژوئیه ۲۰۱۰  |
| پاندای کونگ‌فوکار: افسانه‌های شگفت‌انگیز | ۱۹ سپتامبر ۲۰۱۱                                            | ۲۹ ژوئن ۲۰۱۶   |
| اژدهایان                              | ۷ اوت ۲۰۱۲                                                 | ۱۶ فوریه ۲۰۱۸  |
| هیولاها علیه بیگانگان                 | ۲۳ مارس ۲۰۱۳                                               | ۸ فوریه ۲۰۱۴   |
| توربو فست                             | ۲۴ دسامبر ۲۰۱۳                                             | ۵ فوریه ۲۰۱۶   |
| پادشاه جولین                          | ۱۹ دسامبر ۲۰۱۴                                             | ۱ دسامبر ۲۰۱۷  |
| ماجراهای گربه چکمه پوش                | ۱۶ ژانویه ۲۰۱۵                                             | ۲۶ ژانویه ۲۰۱۸ |
| داینوتراکس                            | ۱۴ اوت ۲۰۱۵                                                | ۳ اوت ۲۰۱۸     |
| نمایش شرمن و آقای پیبادی              | ۹ اکتبر ۲۰۱۵                                               | ۲۱ آوریل ۲۰۱۷  |
| طلوع غارنشین‌ها                        | ۲۴ دسامبر ۲۰۱۵                                             | ۷ ژوئیه ۲۰۱۷   |
| نودی، کارآگاه سرزمین اسباب بازی       | ۲ آوریل ۲۰۱۶                                               | ۲۲ مارس ۲۰۲۰   |
| ولترون: مدافع افسانه ای               | ۱۰ ژوئن ۲۰۱۶                                               | ۱۴ دسامبر ۲۰۱۸ |
| خانه: ماجراهای با نکته و آه           | ۲۹ ژوئیه ۲۰۱۶                                              | ۲۰ ژوئیه ۲۰۱۸  |
| شکارچیان ترول: داستان‌های آرکادیا      | ۲۳ دسامبر ۲۰۱۶                                             | ۲۵ مه ۲۰۱۸     |
| سواری رایگان اسپریت                   | ۵ مه ۲۰۱۷                                                  | ۴ سپتامبر ۲۰۲۰ |
| ترول‌ها: دعوا ادامه دارد               | ۱۹ ژانویه ۲۰۱۸                                             | ۲۲ نوامبر ۲۰۱۹ |
| بچه رئیس: بازگشت به تجارت             | ۶ آوریل ۲۰۱۸                                               | ۱۷ نوامبر ۲۰۲۰ |
| ماجراهای راکی و بالوینکل              | ۱۱ مه ۲۰۱۸                                                 | ۱۱ ژانویه ۲۰۱۹ |
| دختران هاوری برای همیشه               | ۲۹ ژوئن ۲۰۱۸                                               | ۱۰ ژانویه ۲۰۲۰ |
| ماجراهای حماسی کاپیتان زیر شلواری     | ۱۳ ژوئیه ۲۰۱۸                                              | ۱۰ ژوئیه ۲۰۲۰  |
| شیرا و پرنسس قدرت                     | ۱۳ نوامبر ۲۰۱۸                                             | ۱۵ مه ۲۰۲۰     |
| پاندای کونگ فو کار: پنجه‌های قدرت      | ۱۶ نوامبر ۲۰۱۸                                             | ۴ ژوئیه ۲۰۱۹   |
| سه فراری: داستان‌های آرکادیا           | ۲۱ دسامبر ۲۰۱۸                                             | ۱۲ ژوئیه ۲۰۱۹  |
| والدو کجاست؟                          | ۲۰ ژوئیه ۲۰۱۹                                              | تاکنون         |
| اتفاق بزرگ بعدی آرچیبالد              | ۶ سپتامبر ۲۰۱۹                                             | تاکنون         |
| اژدهایان دریم ورکس: سواران نجات       | ۲۷ سپتامبر ۲۰۱۹                                            | ۷ فوریه ۲۰۲۰   |
| کلئوپاترا در فضا                      | ۲۵ نوامبر ۲۰۱۹ (آسیا) (۱۵ ژوئیه ۲۰۲۰ (ایالات متحده آمریکا) | تاکنون         |
| سریع و خشن: مسابقه جاسوسی             | ۲۶ دسامبر ۲۰۱۹                                             | تاکنون         |
| کیپو و عصر عجایب                      | ۱۴ ژانویه ۲۰۲۰                                             | ۱۲ اکتبر ۲۰۲۰  |
| شهر قافیه زمان                        | ۱۹ ژوئن ۲۰۲۰                                               | شروع           |
| جادوگران: داستان‌های ارکدیا            | ۷ اوت ۲۰۲۰                                                 | ۷ اوت ۲۰۲۰     |
|                                       | ۷ سپتامبر ۲۰۲۰                                             | تاکنون         |
| اردوی کرتاسه دنیای ژوراسیک            | ۱۸ سپتامبر ۲۰۲۰                                            | تاکنون         |
| تواناها                               | ۹ نوامبر ۲۰۲۰                                              | تاکنون         |
| داگ از برق جدا می‌شود                  | ۱۳ نوامبر ۲۰۲۰                                             | تاکنون         |
| ترول‌ها: ترولزتوپیا                    | ۱۹ نوامبر ۲۰۲۰                                             | تاکنون         |
| خانه عروسکی گابی                      | ۵ ژانویه ۲۰۲۱                                              | تاکنون         |
| برو، سگ. برو!                         | ۲۶ ژانویه ۲۰۲۰                                             | تاکنون         |